# Завоевание Сантарена (1147)
Завоевание Сантарена произошло 15 марта 1147 года, когда войска Португальского королевства под предводительством короля Афонсу I захватили Сантарен, входивший в состав тайфы Бадахос (в то время называвшийся Шантарин).

## Прелюдия
10 марта 1147 года король Португалии Афонсу I отправился из Коимбры с 250 своими лучшими рыцарями, намереваясь захватить мавританский город Сантарен, цель, которую ему ранее не удалось достичь. Завоевание Сантарена имело жизненно важное значение для стратегии Афонсу; его обладание означало бы конец частым нападениям мавров на Лейрию, а также позволило бы в будущем атаковать Лиссабон.
Теперь планировалось атаковать город ночью под покровом темноты, чтобы застать врасплох мавританский гарнизон. Король Афонсу ранее отправил португальца Мема Рамиреса в Сантарен под видом торговца, чтобы тайно изучить город для завоевания.
После первого дня пути из Коимбры в Сантарен король Афонсу I отправил эмиссара в Сантарен, объявив маврам, что перемирие закончилось, для чего требовалось уведомление за три дня.

## Падение Сантарена
Ночью 14 марта король Афонсу и его армия прибыли в Сантарен и спрятали лестницы в полях. Перед рассветом следующего дня 25 рыцарей взобрались на стены, убили мавританских часовых и пробились к воротам, позволив основной португальской армии войти в город. Разбуженные криками своих часовых, мавры побежали со всех сторон, чтобы столкнуться с португальскими нападающими на улицах, оказывая очень сильное сопротивление, но в конечном итоге потерпели поражение и были убиты.
К утру завоевание было уже завершено, и Сантарен стал частью недавно образованного Королевства Португалия.

## Последствие
После завоевания Сантарена король Португалии Афонсу I обратил свое внимание на важный мавританский город Лиссабон, который он завоюет в октябре с помощью флота крестоносцев Второго крестового похода, остановившегося в Португалии по пути в Святую Землю.
Самым ранним и наиболее подробным источником о завоевании Сантарена является De expugnatione Scalabis.